# Top Gear (TV-serie, 1977)
Top Gear (kallat Old Top Gear när det nämns på nuvarande versionen av programmet) var en bilbaserad BBC TV-serie producerad av BBC Birmingham och som sändes på BBC Two 1977 till 2001. Den bestod av 30-minuters program presenterat av ett antal personer, däribland William Woollard, Angela Rippon, Noel Edmonds och Jeremy Clarkson.
En Top Gear-special, där Jason Barlow var den enda kvarvarande presentatören med Vicki Butler-Henderson, TIFF Needell och Adrian Simpson och som flyttats till Fifth Gear, sändes 2002 i nytt format. År 2002 återskapades programmet i ett nytt en timme långt, studio-baserat format, som gjorts av BBC i London.